# Robert Lundy
Pour les articles homonymes, voir Lundy.
Robert Lundy, mort vers 1717, est un officier supérieur écossais, gouverneur de Londonderry, en Irlande du Nord. Son nom est associé au siège de Derry en 1689.

## Biographie
Robert Lundy est écossais, probablement originaire de Fife. Il appartient au régiment de George Douglas comte de Dumbarton, les Royal Scots, au service de la France, avec le rang de capitaine, jusqu'en 1678. Il sert ensuite en Angleterre et en Écosse, jusqu'en 1680, puis son régiment est envoyé à Tanger alors une possession anglaise du nord du Maroc. Il est blessé en 1680 et reçoit une indemnité de 80 £ en 1683. Il est anglican, se marie avec Martha Davies, dont le père, Rowland Davies, devient plus tard doyen de l'Église d'Irlande à Cork, et le couple a au moins deux enfants.
Grâce aux relations de la famille de son épouse, il obtient une charge de lieutenant-colonel dans le régiment de William Stewart, vicomte Mountjoy (en), et il est envoyé en Irlande en 1685. Il commande d'abord, jusqu'en novembre 1688, une garnison protestante, qui a déclaré sa loyauté à l'égard de Guillaume d'Orange. Le régiment de Mountjoy est rappelé à Dublin et doit être remplacé à Londonderry par le régiment d'Alexander MacDonnell, comte d'Antrim, composé uniquement de soldats catholiques, mais, après que les habitants ont fermé les portes de la ville devant lui le 7 décembre 1688, le régiment de Mountjoy est rappelé à Londonderry. Mountjoy s'engage à obtenir un pardon pour cet acte de rébellion, et nomme Lundy gouverneur de la ville et commandant des troupes du nord-ouest de l'Irlande. 
La guerre civile devient inévitable. Lundy prête serment au roi Guillaume et la reine Mary II, et est confirmé dans ses fonctions de gouverneur de la ville. Lundy organise la défense de Derry contre l'armée de Jacques II. Le 13 avril 1689, il tente de rassembler ses troupes, mais celles-ci doivent se retirer dans la ville dès le 15 avril. Il tient un conseil le 16 avril, et décide de renvoyer deux régiments anglais, alléguant le manque de provisions en ville. Cette décision qui affaiblit beaucoup les défenses de la ville nourrit les soupçons : la rumeur se répand qu'il prépare une reddition de la ville. Un second conseil exige sa démission, qu'il refuse de donner. Malgré cela, le 19 avril, deux gouverneurs sont nommés à sa place, George Walker (en) et Henry Baker (en). Dès le lendemain soir, Robert Lundy, déguisé en simple soldat, tente de quitter la ville, et s'évade en bateau vers l'Écosse, jusqu'à Islay, où il est arrêté et emprisonné au château de Dumbarton. Le gouverneur de Dumbarton le relâche et il gagne Londres, où il est emprisonné à la Tour jusqu'en février 1690. Il est libéré sous caution, sans avoir été jugé. Il quitte la vie militaire vers 1702. Une lettre de recommandation de la reine Anne lui permet d'obtenir un poste dans l'armée du roi du Portugal, jusqu'en 1712. Il est capturé par les Français en avril 1707, et échangé avec l'Angleterre contre des prisonniers français en 1709. Il meurt avant 1717.

## Postérité

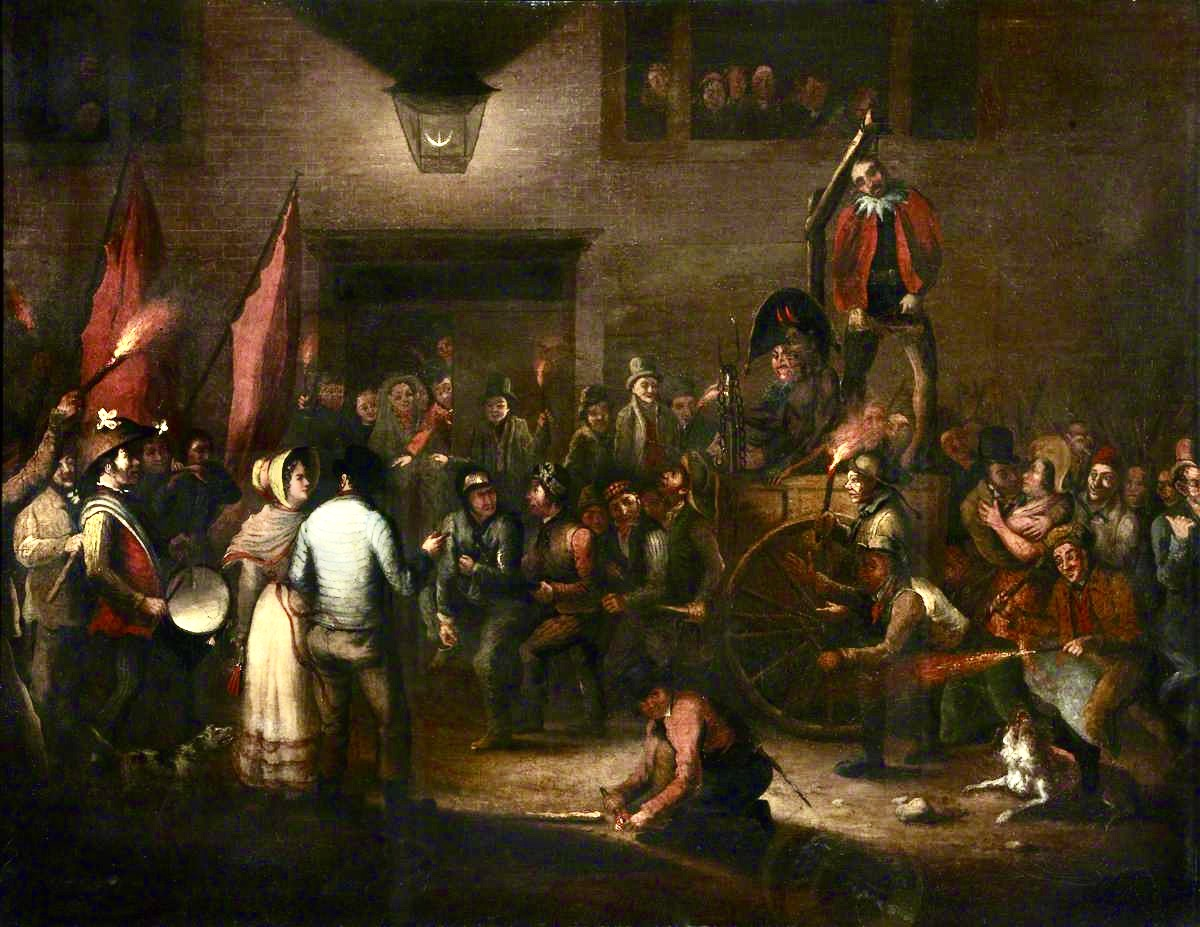
Peinture représentant la mise à feu de l'effigie de Lundy (vers 1830).

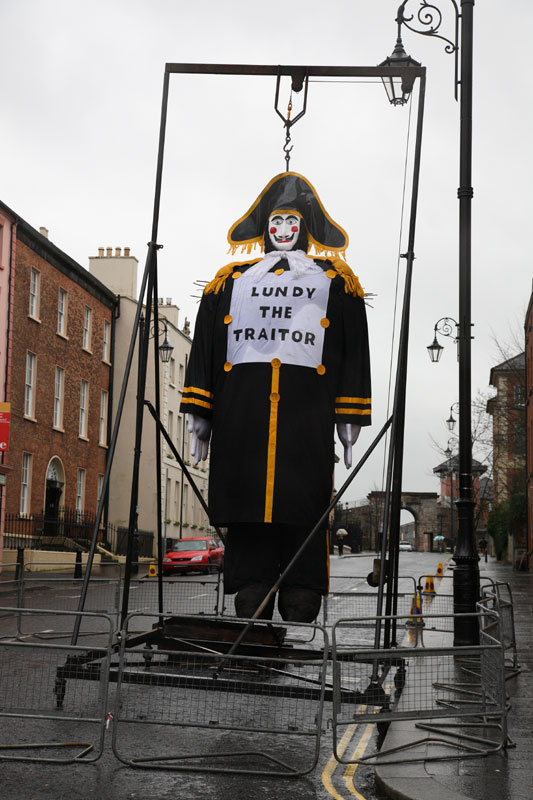
Effigie contemporaine

L'éventuelle traîtrise de Lundy et une interrogation sur sa qualité d'agent du roi Jacques II sont envisagées dès la dernière décennie du XVIIe siècle. L'accusation s'appuie notamment sur un constat d'affaiblissement de la défense militaire de la cité du fait de la décision de Lundy de renvoyer deux régiments protestants anglais. Ce questionnement sur son éventuelle collaboration avec les forces adverses à la fin de son gouvernorat reste inélucidé. 
Une commission parlementaire, réunie en août 1689 pour faire la lumière sur les événements d'Irlande et particulièrement de Londonderry, fait comparaître Lundy. Elle évalue sa situation et recommande qu'il soit renvoyé à Londonderry et jugé pour trahison. Cependant cela ne se fait pas, notamment car George Walker, gouverneur de la ville, fait savoir que l'officier y conserve des soutiens. 
L'assimilation de Lundy à la figure d'un personnage qui a « retourné sa veste » date surtout de la fin du XIXe siècle. Dans la culture populaire protestante nord-irlandaise, il est « l'archétype du traître », comme peut l'être Vidkun Quisling dans un autre contexte. Depuis 1788, une effigie de Robert Lundy qui porte l'inscription « Lundy the traitor » est brûlée chaque année, le premier samedi de décembre à Londonderry, lors de la cérémonie qui rappelle le premier épisode du siège, c'est-à-dire la fermeture des portes de la ville par les Apprentice Boys of Derry le 7 décembre 1688. Or quatre mois se sont écoulés entre la fermeture des portes le 7 décembre et le début du siège le 18 avril 1689. Ce « télescopage chronologique » a pour effet d'effacer une « phase d'indécision » au sein de la ville qui ne se déclare ouvertement en faveur de Guillaume III qu'en mars 1689. Aussi, Lundy pourrait-il faire figure de « bouc émissaire », permettant, en stigmatisant Lundy mais également d'autres officiers qui se sont enfuis à la mi-avril avant le siège, d'éliminer « le facteur identifié comme porteur du mal ».